# Hans Nielsen (skådespelare)
Hans Nielsen, född 30 november 1911 i Hamburg i dåvarande Kejsardömet Tyskland, död 11 oktober 1965 i Västberlin, var en tysk skådespelare. Nielsen gjorde bland annat rollen som den fiktive tyske styrmannen Petersen i den tyska propagandafilmen Titanic från 1943. Under åren 1937 och fram till 1965 medverkade han i över 130 filmer.

## Filmografi, urval
- 1938 – Den röda orkidén
- 1940 – Friedrich Schiller – Der Triumph eines Genies
- 1941 – Vem dömer?
- 1942 – Den store segraren
- 1943 – Titanic
- 1947 – Autostrada
- 1949 – Tro
- 1952 – Spåren leda till Berlin
- 1953 – Hokuspokus
- 1958 – Smutsig ängel
- 1959 – Knallhård ungdom
- 1959 – Och bortom sjunga skogarna
- 1960 – En läkares plikt
- 1961 – Stad utan nåd
- 1964 – Herrefolket